# Esti Lloyd
Esti Lloyd gazdaságpolitikai napilap Temesváron 1924 márciusa és október 6-a között. 155 száma jelent meg. Franyó Zoltán szerkesztette. Radikális polgári iránya, nyílt véleménymondása, változatos riportanyaga s minden téren megmutatkozó határozott állásfoglalása rövid idő alatt széles körben tette népszerűvé. Belső munkatársai közé tartozott Benamy Sándor, Damó Jenő, Győri Ernő, Grosz Dezső, Mikes Imre és mások. A lap közölte Endre Károly kritikáit, Kóra-Korber Nándor és Szántó György rajzait.